# Vandal Hearts: Flames of Judgment
Vandal Hearts: Flames of Judgment — тактическая ролевая игра, разработанная американской компанией Hijinx Studios и изданная Konami. Релиз состоялся в 2010 году в Xbox Live Arcade и PlayStation Network. Третья часть серии, после Vandal Hearts (1996) и Vandal Hearts II (1999).

## Игровой процесс

Скриншот игрового процесса. Вверху — порядок ходов, внизу слева и справа — показатели соответственно играбельного персонажа и противника, выбранного в качестве цели.

Vandal Hearts: Flames of Judgment представляет собой тактическую ролевую игру, в которой под контролем игрока находится отряд персонажей. Сюжетная кампания разделена на миссии, выбираемые на карте мира. По мере продвижения по истории открываются новые локации, в том числе побочные, необязательные для прохождения, но дающие дополнительные опыт и деньги, и города, где можно купить экипировку и расходные предметы.
Бои происходят в пошаговом режиме на картах, разделённых на клетки, и состоят из нескольких раундов; после того как все герои и их противники сделают ход, начинается следующий раунд. Во время своего хода играбельный персонаж может переместиться на определённое количество клеток и совершить действие: атаковать врага, использовать заклинание или расходный предмет или защищаться. У каждого персонажа экипировано два различных оружия, между которыми можно свободно переключаться. Также на уровнях присутствуют интерактивные объекты, например, сундуки с расходными предметами или переключатели, с которыми необходимо взаимодействовать для выполнения задания.
В игре отсутствует система классов; вместо этого у персонажей имеются навыки, которые прокачиваются в зависимости от их действий: атака оружием ближнего боя увеличивает соответствующее умение, использование заклинаний — владение магией, а получение урона — максимальное здоровье. За победу в бою отряд получает золото, количество которого зависит от числа и типа врагов.

## Сюжет
Vandal Hearts: Flames of Judgment является приквелом первой части серии. Действие игры происходит на континенте Состегария спустя шестнадцать лет после окончания разрушительной войны между королевствами Баластрад и Урду. Главным героем является юноша Тобиас Мартин, осиротевший во время войны и воспитанный Церковью Восстановления. Вместе со своими друзьями он сталкивается с заговором, цель которого — заново разжечь войну между странами.

## Отзывы
| Сводный рейтинг       | Сводный рейтинг            |
| Агрегатор             | Оценка                     |
| --------------------- | -------------------------- |
| GameRankings          | PS3: 71,25 % X360: 70,28 % |
| Metacritic            | PS3: 70/100 X360: 68/100   |
| Иноязычные издания    |                            |
| Издание               | Оценка                     |
| 1UP.com               | C                          |
| Eurogamer             | 6/10                       |
| Game Informer         | 7,5/10                     |
| GameSpot              | 6,5/10                     |
| IGN                   | 7,3/10                     |
| RPGamer               | 4,0/5                      |
| TeamXbox              | 7,9/10                     |
| VideoGamer            | 6/10                       |
| XboxAddict            | 70 %                       |
| Русскоязычные издания |                            |
| Издание               | Оценка                     |
| «Игромания»           | 6,0/10                     |

Vandal Hearts: Flames of Judgment получила смешанные отзывы критиков. Средняя оценка версии для Xbox 360 на Metacritic составила 68/100 на основе 32 обзоров, на GameRankings — 70,28 % на основе 29 рецензий; версии для PlayStation 3 — соответственно 70/100 на основе 17 обзоров и 71,25 % на основе 12 рецензий.
Боб Мэки из 1UP.com посчитал, что игра является хорошей точкой входа в жанр тактических ролевых игр для новых игроков, благодаря тому, что сражения не слишком сложные, но достаточно разнообразные, в том числе за счёт элементов головоломок. Анна Мари Ньюфелд с сайта RPGamer также похвалила бои за разнообразие механик, но напротив, сочла игру недружелюбной для новичков. По мнению обозревателя GameSpot Бретта Тодда, несмотря на отсутствие классов, роли всех персонажей фактически предопределены с самого начала, и развивать их по другому пути смысла нет. Рецензент «Игромании» Алексей Моисеев посчитал, что из-за простоты боёв многие из доступных тактических приёмов оказываются не нужны. Саймон Паркин из Eurogamer выразил сожаление, что при подсчёте награды за бой игра не учитывает, насколько хорошо игрок справился с задачей.
Визуальный стиль игры подвергся критике. По мнению Дэймона Хэтфилда из IGN, персонажи выглядят так, будто «их нарисовал уличный карикатурист с Рыбацкой пристани». Моисеев отметил, что дизайн героев плохо сочетается с серьёзностью сюжета, и провёл следующую аналогию: «Это как если бы в кровавой гангстерской драме „Отступники“ главные роли исполняли клоуны из цирка на Цветном бульваре».